# Sannikowstraße
Die Sannikowstraße (russisch пролив Санникова) ist ein 50 km breiter und 100 km langer Seeweg im Gebiet der Neusibirischen Inseln. Sie trennt die Ljachow-Inseln im Süden von den Anjou-Inseln im Norden und sie verbindet die Laptew- mit der Ostsibirischen See.
Benannt ist die Meeresstraße nach Jakow Sannikow, einem russischen Entdecker, der sie bei einer Expedition in den Jahren 1810–1812 gemeinsam mit Matwei Gedenstrom erstmals befuhr.
Für die Nordostpassage ist die Sannikowstraße eine Schlüsselstelle, da das seichte Gewässer den maximalen Tiefgang eines Schiffs auf 11 Meter begrenzt. Seit 2010 erlaubt das Abschmelzen des Polareises jedoch zeitweise eine nördliche Umfahrung der Anjou-Inseln und der Sannikowstraße; diese Route hat einen Tiefgang von ca. 18 Metern.